# 白斑長眼寄居蟹
白斑長眼寄居蟹（学名：Paguristes albimaculatus）为活額寄居蟹科長眼寄居蟹屬下的一个种。